# CHAINSAW MAID
CHAINSAW MAID（チェーンソー・メイド）は2007年に日本のていえぬこと長尾武奈が制作した短編クレイアニメである。

## 概要
ご主人様と少女を守るため、メイドさんがチェーンソーでゾンビ軍団に立ち向かう！ポップな色彩の中で展開する衝撃のグロテスクホラーアニメーション。
作品はセリフが無く、映像とBGMのみによってストーリーは進んでいくが、日本語と英語の字幕がある。YouTube等の動画投稿サイトで視聴可能。

## 受賞・上映歴
- ひろしま映像展フィルムトライアスロン2008 上映
- イメージフォーラム　ヤング・パースペクティヴ2008 上映
- 下北沢映画祭0.3　上映
- 仙台短編映画祭2008 上映候補作品（上映には至らず）
- YouTube Spotlight
- EIZO FES PART9　上映
- ロカルノ国際映画祭　上映
- 札幌国際短編映画祭　オフシアター上映
- ぐんまショートフィルムコンクール　入選
- バンクーバー国際映画祭　上映
- 吉祥寺アニメーション映画祭　竹熊健太郎氏の選ぶ「裏入選作」に認定
- テキサスのゾンビ映画祭Dismember The Alamoにて上映　Third Place（3等賞）
- Toronto Japanese Short Film Festival 上映　観客賞受賞
- DigiCon6　優秀賞＆楳図かずお特別賞受賞
- 第5回CO2（シネアスト・オーガニゼーション大阪エキシビション）　オープンコンペ部門入選
- 第2回シネマベイビーフィルムフェスティバル　グランプリ
- アヌシー国際アニメーション映画祭　短編部門コンペティション上映
- KLIK!アムステルダムアニメーション映画祭　選外佳作
- 第5回吉祥寺アニメーション映画祭　審査員特別賞

## その他
「CHAINSAW MAID2」がYouTubeに存在し、作者本人の作品ではなく、Lee Hardcastleの二次創作作品であり、CHAINSAW MAIDのその後を舞台にした作品である。またLeeは、「CHAINSAW MAID3」にあたる「CHAINSAW BABE」も製作している。
この2作もYouTubeで視聴可能である。

## DVDリリース
- 「CHAINSAW MAID」（2010年11月14日発売）